# Formica gagates
Formica gagates är en myrart som beskrevs av Pierre André Latreille 1798. Formica gagates ingår i släktet Formica och familjen myror. Inga underarter finns listade i Catalogue of Life.

## Bildgalleri

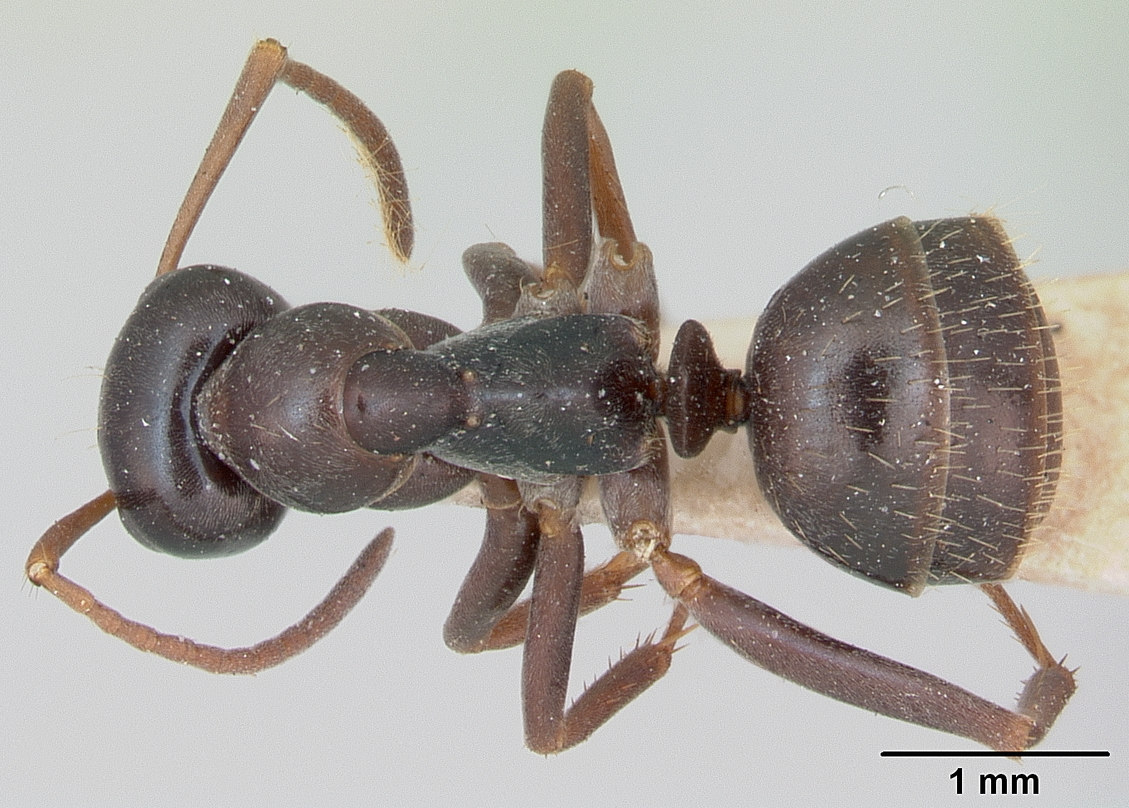
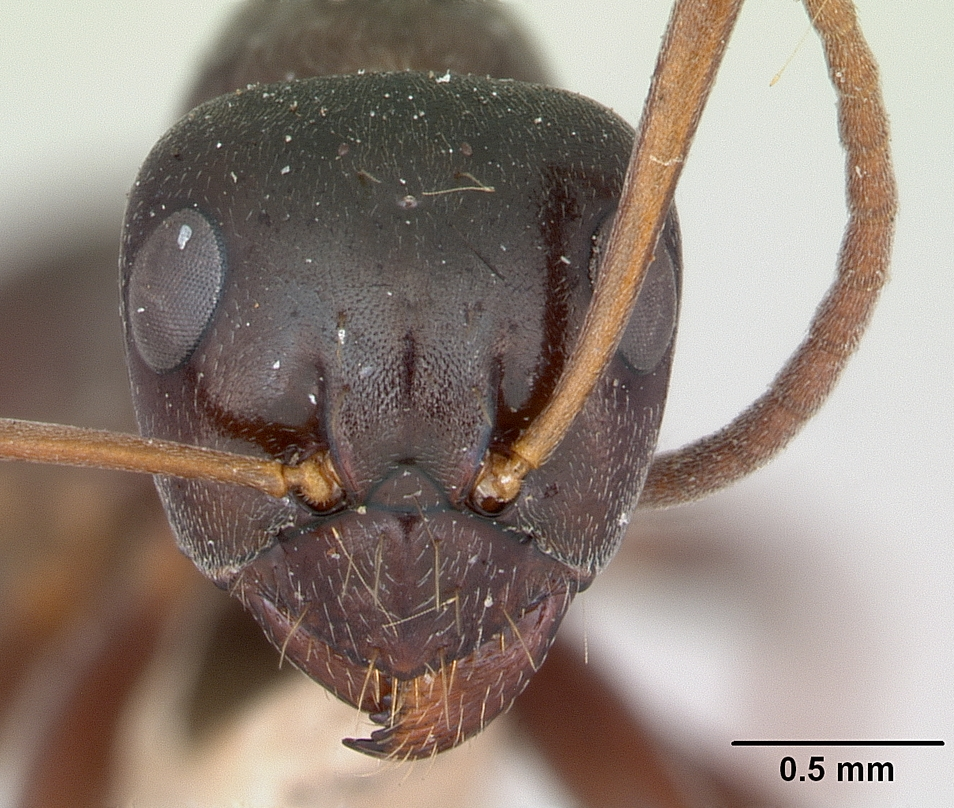
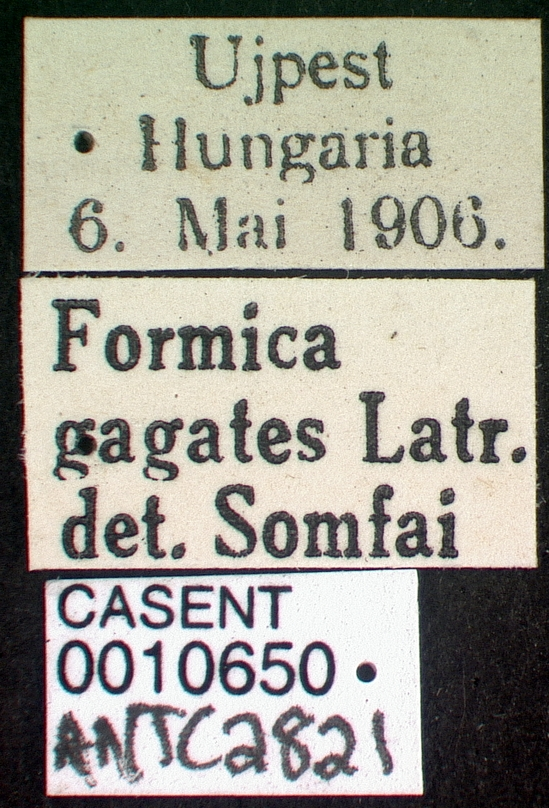
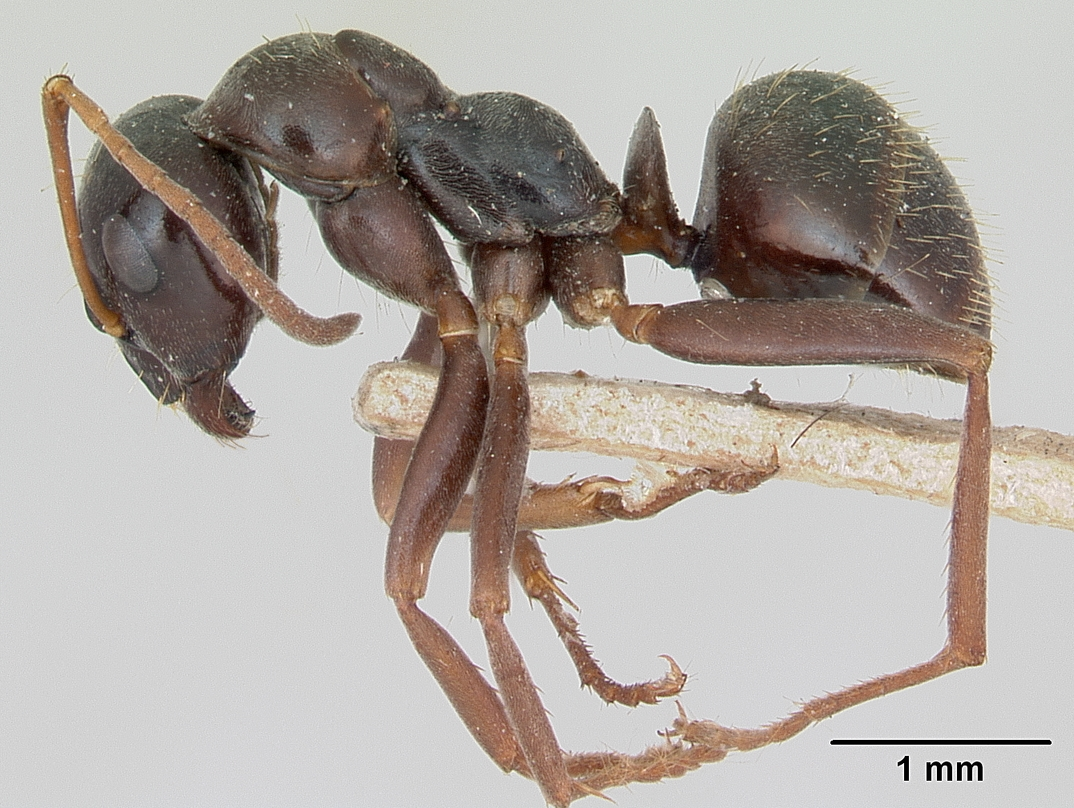